# 토양공극
토양공극은 토양의 액상과 기상, 다양한 크기의 무기광물질과 유기 화합물이 속한 고상을 제외한 빈 공간을 이른다.
공극률을 일련의 방정식으로 잘 이해하기 위해 토양의 세 가지 단계 간의 양적 연구 상호작용을 표기하지 않는다.
대공극(macropore) 또는 많은 토양 지대에서 볼 수 있는 균열들은 증산작용, 투수계수 뿐만 아니라 침투능에 있어 중요한 역할을 맡는다. 커다란 틈새는 기체 교환에도 매우 큰 영향을 주며 토양 내 호흡도 마찬가지로 영향을 받는다. 따라서 공극을 구현하는 것은 이러한 과정이 어떻게 작용하는지 그리고 압밀 작용이 토양 공극 변화에 대해 어떤 영향을 주는지에 대해 이해를 돕도록 한다.
토양의 공극은 식물의 근권과 미생물의 서식지로 작용한다.

## 배경

### 토양밀도
{\displaystyle \rho ={\frac {M_{s}}{V_{t}}}}
토양밀도는 일정 용적의 건조토양의 질량을 부피로 나눈 값으로 입자밀도(진비중, particle density)와 토양용적밀도(가비중, bulk density)로 구분한다. 입자밀도는 공극을 고려하지 않은 입자만의 밀도이며, 즈요 광물질인 석영의 밀도는 약 2.65 g/cm 3이다. 그러나 토양의 밀도는 그 밀도의 절반보다 작을 수 있다.
대부분의 토양의 입자밀도는 1.0g/cm 3에서 1.6g/cm 3 사이이다. 그러나 유기징 토양층과 A, B층의 옹적밀도는 1g/cm 3보다 훨씬 낮을 수 있다.
봉 시료는 원하는 깊이와 토양 층에 맞추어 아우거 등의 금속봉을 땅 속 깊이 박아서 시추한 것이다. 이 시료는 건물 내부 또는 그늘 아래 선선한 곳에서 가능한 빨리 말려야 하며 오븐을 이용하는 방법도 있다.

토양용적밀도는 유기물이 많을수록 낮아지고, 답압은 용적밀도를 증가시킨다. 또한 점토의 경우 모래보다 공극량이 많아 단위부피당 무게가 가벼워져서 용적밀도가 낮아진다. 따라서 동일한 토양의 공극률과 반비례한다.

### 공극률
{\displaystyle f={\frac {V_{f}}{V_{t}}}} 또는 {\displaystyle f={\frac {V_{a}+V_{w}}{V_{s}+V_{a}+V_{w}}}}
공극률은 토양의 총 공극량을 측정한 것이다. 이는 부피 또는 백분율 로 측정된다. 토양의 다공성 정도는 토양을 구성하는 광물질과 토양구조 내에서 발생하는 분류의 양에 따라 달라진다. 예를 들어, 사토는 미사질 모래보다 다공성이 더 크다. 미사가 모래 입자 사이의 틈을 메우기 때문이다.

## 공극의 연관성

### 투수계수
투수계수(K)는 수분이 공극을 통해 쉽게 이동할 수 있는 정도를 나타내는 토양의 특성이다. 이는 인자의 투과성 (공극, 답압) 및 포화도에 따라 달라진다. 포화투수계수(K sat )는 포화된 매개를 통한 수분의 이동을 나타낸다. 투수계수는 어떤 상태이든지 측정 가능하다. 다양한 종류의 장비로도 분석할 수 있다. 포화투수계수를 계산하기 위해 다르시의 법칙이 사용된다. 법칙을 이용한 조정은 토양포화도와 사용한 도구에 따라 달라진다.

### 침투능
침투능은 지표면의 물이 토양 내로 스며드는 특성을 말한다. 물은 중력 과 모세관 현상으로 인해 공극을 거쳐 토양으로 들어간다. 가장 대공극과 소공극은 초기 범람에 대비하는 훌륭한 물 탱크 역할을 한다. 이를 통해 신속한 침투능이 가능해진다. 공극이 작을수록 이를 채우는 데 시간이 더 오래 걸려 모세관힘과 중력에 의존한다. 따라서 토양이 더 포화됨에 따라 침투 속도도 느려지게 된다.

## 공극의 종류
공극은 단순히 빈 공간을 가진 토양의 고체성 구조물이 아니다. 다양한 공극의 크기 범위는 서로 다른 특성을 가지며 각 종류의 수와 빈도에 따라 토양에 서로 다른 속성을 부여한다. 널리 사용되는 공극 크기 분류는 Brewer(1964)의 분류를 기초로 한다.

### 대공극(macropore)
대공극은 너무 크기 때문에 모세관힘이 매우 약하다. 방해받지 않는 한 수분은 대공극에서 빠져나가며, 대신 보통의 경우 포장용수량(field moisture capacity)에 따라 공기로 채워진다. 대공극은 식물의 뿌리, 동물의 굴로 인한 균열 뿐만 아니라 단립(ped)과 입단 구조가 분열하면서 발생할 수도 있다. 크기는 75 μm 이상이다.

### 소공극(mesopore)
포장용수량에서 물이 가득 담긴 공극 중 가장 크다. 식물에 유용수를 저장하는 능력이 있어 저수공극이라고도 한다. 소공극은 식물로의 수분 이동이 제한이 걸릴 정도로의 모세관력이 그렇게 크지는 않다. 소공극의 특성이 농업과 관개농업에 끼치는 영향 때문에 많은 토양학자들이 매우 많이 연구했다.. 크기는 30~75 μm이다.

### 미세공극(micropore)
공극 내부의 수분이 움직일 수 없을 정도로 여겨질 만큼 매우 작으나 식물은 이 공극에 있는 물도 끌어다 쓸 수가 있다. 미세공극에서는 수분의 이동이 거의 없기 때문에 용질의 이동은 주로 확산 과정에 따라 이루어진다. 크기는 5~30 μm이다.

### 초미세공극(Ultramicropore)
이 공극은 미생물의 서식지로 쓰기에 적합하다. 이들의 분포는 토성과 토양 유기물로 결정되며 답압에 큰 영향을 받지 않는다. 크기는 0.1~5 μm이다.

### 내밀공극(cryptopore)
대부분의 미생물이 들어가기에는 너무나도 작은 공극이다. 따라서 내밀공극 안에 들어있는 유기물은 미생물 분해로부터 안전하다. 토양이 매우 건조하지 않은 한 수분으로 충분히 채워질 수 있으나 식물이 사용할 수 있는 수분은 거의 없으며 수분의 이동도 매우 느리다. 크기는 0.1 μm이하이다.

## 같이 보기
- 공극
- 공극률
- 흙

## 추가 문헌
- Foth, H.D.; (1990) Fundamentals of soil science. (Wiley: New York)
- Harpstead, M.I.; (2001) Soil science simplified. (Iowa State University Press: Ames)
- Hillel, D.; (2004) Introduction to environmental soil physics. (Sydney : Elsevier/Academic Press: Amsterdam ;)
- Kohnke, H.; (1995) Soil science simplified. (Waveland Press: Prospect Heights, Illinois)
- Leeper GW (1993) Soil science : an introduction. (Melbourne University Press: Carlton, Victoria.)